# Baustelle
I Baustelle sono un gruppo musicale indie rock italiano, formatosi nel 1996 a Montepulciano, in Toscana. Dal 2005 la formazione del gruppo si è stabilizzata a tre elementi: Francesco Bianconi, Rachele Bastreghi e Claudio Brasini.
Fra i vari riconoscimenti ricevuti dalla band una Targa Tenco e un disco di platino per l'album Amen, diversi dischi d'oro, il Nastro d'argento alla migliore canzone originale per Piangi Roma dalla colonna sonora del film Giulia non esce la sera (per cui ottenne anche la nomination in due categorie al David di Donatello).

## Carriera

### Esordi e pubblicazione diSussidiario illustrato della giovinezza

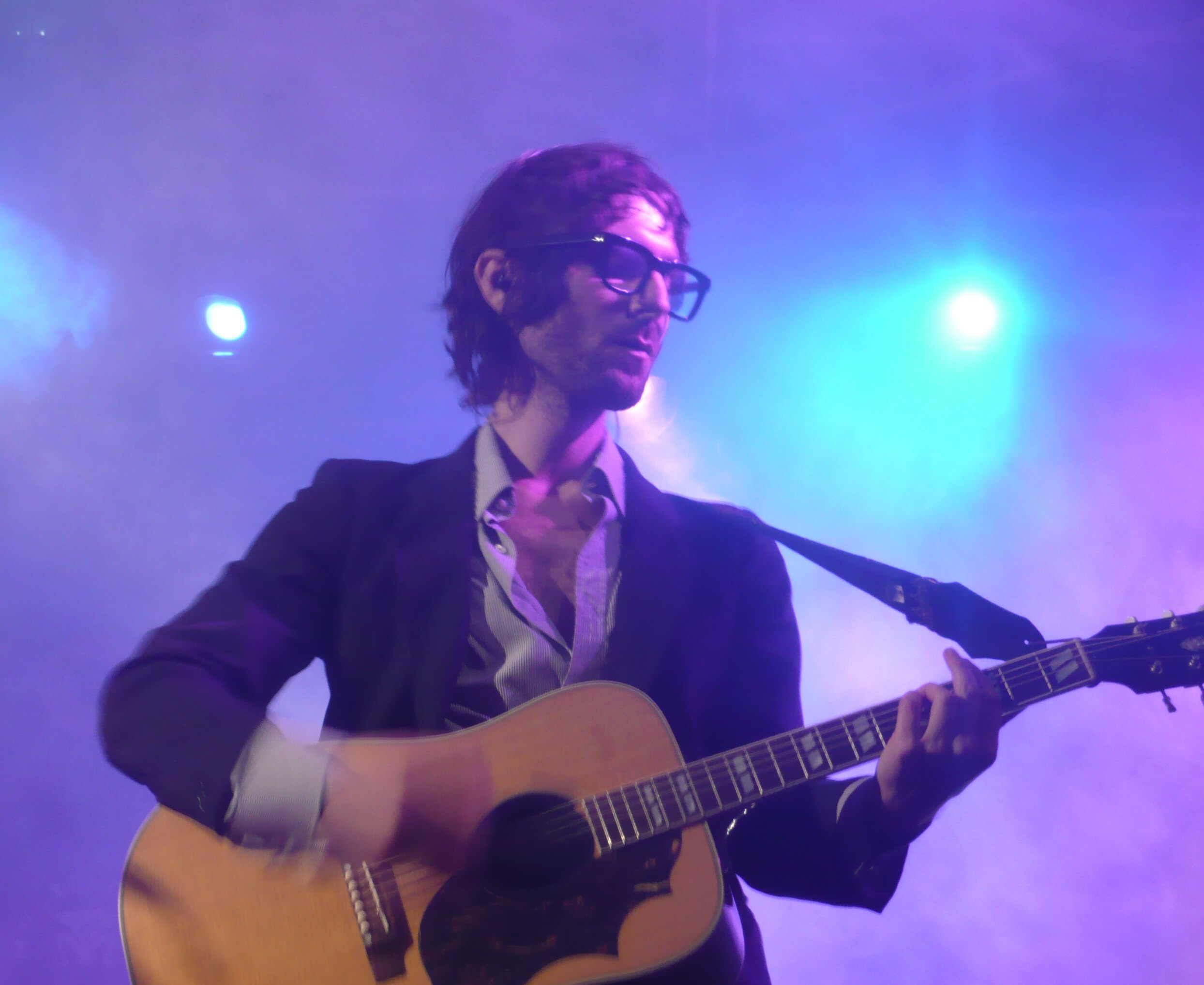
Francesco Bianconi.

Francesco Bianconi e Claudio Brasini da adolescenti facevano i chitarristi nello stesso gruppo musicale dalle influenze anni sessanta, The Subterraneans (nome ispirato dall'omonimo romanzo di Jack Kerouac), insieme ad altri due ragazzi di Abbadia di Montepulciano. Nel 1996, sulla scia di gruppi come Sonic Youth e Smashing Pumpkins, Bianconi decide di inserire una presenza femminile nel gruppo, provinando una giovanissima Rachele Bastreghi. Del gruppo faceva parte anche il tastierista e arrangiatore elettronico Fabrizio Massara. La sezione ritmica del gruppo (batteria e basso) cambierà molte volte nel corso della storia della band.
Il gruppo cambia nome in Baustelle, termine tedesco che significa "cantiere", "lavori in corso", scelto sfogliando un dizionario italiano-tedesco dopo una lunga ricerca su diversi testi stranieri. Lo stesso Bianconi riferirà che il nome è stato scelto per alcune curiose caratteristiche: contiene la parola "stelle", l'ironica onomatopea "bau" ed "elle", che in lingua francese significa "lei".
Dopo una lunga serie di demo, nel 1999 registrano in due diversi studi a Cascina e a Mondovì l'album d'esordio. A causa di alcune vicissitudini relative all'etichetta discografica, l'album Sussidiario illustrato della giovinezza vedrà la luce solo nel 2000. Il disco, coprodotto dalla band insieme ad Amerigo Verardi e pubblicato dall'etichetta discografica indipendente Baracca & Burattini, scritto da Bianconi e riarrangiato con la band, suscita grande curiosità e apprezzamenti fra pubblico e addetti ai lavori, per la contemporanea presenza di molteplici stili musicali (canzone d'autore, musica elettronica, new wave, bossa nova). Riguardo alle tematiche, si tratta di una specie di "concept album" incentrato sulla descrizione di un'adolescenza romantica e tormentata. In esso spiccano Le vacanze dell'83, Gomma e La canzone del riformatorio. Al disco partecipa anche una giovane Camilla Filippi, che recita in Cinecittà.
Il disco ottiene il premio "Fuori dal Mucchio" (patrocinato dalla rivista Il Mucchio Selvaggio) come "Miglior debutto indipendente".
Nel 2003 Francesco Bianconi e Rachele Bastreghi partecipano al terzo album dei Virginiana Miller La verità sul tennis facendo da coristi.

### La moda del lento
Il 23 maggio 2003 esce La moda del lento, registrato e mixato in tre diversi studi a Montepulciano, a Gattatico e alle Officine Meccaniche di Mauro Pagani a Milano. Anche per questo nuovo lavoro la band si avvale della produzione artistica di Amerigo Verardi. La moda del lento prosegue ampliando e amplificando il percorso intrapreso con il disco precedente. L'obiettivo è anche questa volta la canzone d'autore nel senso più nobile del termine.
Il primo singolo estratto dall'album è Love affair, il cui videoclip, diretto da Lorenzo Vignolo, è trasmesso frequentemente da MTV durante il palinsesto diurno. Nella primavera del 2004 consolidano la loro notorietà con il secondo singolo, Arriva lo ye ye.
Contemporaneamente viene pubblicato un CD singolo contenente la traccia I ragazzi venuti dallo spazio, canzone estratta da un vecchio demo del 1997.

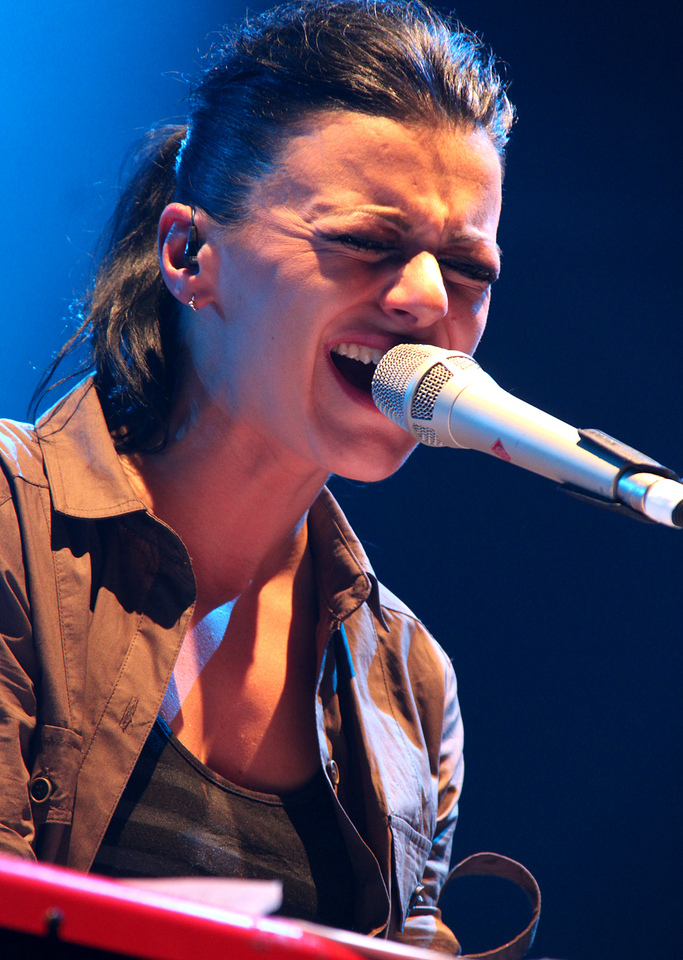
Rachele Bastreghi.

Sempre nel 2003, in novembre, i Baustelle si aggiudicano la prima edizione del Premio per la musica indipendente organizzato dal Meeting delle Etichette Indipendenti di Faenza come "Miglior gruppo/solista" dell'anno.

### Il successo deLa malavita
A questo punto diventa inevitabile per la band l'interesse di una major, la Warner. Il gruppo quindi, dopo aver firmato con la Warner, ed essere quindi passati da una etichetta discografica indipendente ad una multinazionale, pubblica nel settembre 2005 il suo terzo album, La malavita. Il disco è stato registrato a Torino da Carlo Ubaldo Rossi, produttore storico del rock italiano. L'album è l'ultimo prodotto insieme al tastierista Fabrizio Massara, uscito dal gruppo poco prima della pubblicazione.
Si tratta di un concept album non dichiarato in cui si descrive il "male di vivere". I singoli La guerra è finita (con cui il gruppo si esibisce anche al Festivalbar 2006) e Un romantico a Milano, forti anche degli efficaci videoclip condotti ancora da Lorenzo Vignolo, accrescono enormemente la popolarità dei Baustelle e l'album ottiene il disco d'oro. L'album contiene anche uno dei grandi classici della prima parte della carriera dei Baustelle, Il corvo Joe, spesso riproposta nei concerti del decennio seguente.
L'album sarà certificato disco d'oro (il primo per la band) e sarà anche tra i finalisti della Targa Tenco 2006 nella categoria "Miglior album".
Il 2007 vede Bianconi cimentarsi per la prima volta come autore "conto terzi": suo è il testo del brano Bruci la città di Irene Grandi, singolo con cui la cantante fiorentina vince il "Premio Radio" al Festivalbar. In seguito, il frontman dei Baustelle scriverà per altre interpreti, ossia Paola Turci (La mangiatrice di uomini, 2009), Noemi (Per colpa tua, 2009), Anna Oxa (La tigre, 2010), di nuovo Irene Grandi (La cometa di Halley, in gara al Festival di Sanremo 2010), Chiara (Il futuro che sarà, in gara al Festival di Sanremo 2013) e Musica Nuda (Le cose, 2013).

### Vittoria della Targa Tenco conAmen
Anticipato di tre settimane dal vigoroso singolo Charlie fa surf, cui si accompagna un videoclip diretto da Stefano Poletti e Mauro Pittarello, il 1º febbraio 2008 vede la luce il quarto album dal titolo Amen. Questo disco è coprodotto dalla band (diventata un trio dopo l'addio del batterista Claudio Chiari) e da Carlo Ubaldo Rossi. L'album si avvale di prestigiose collaborazioni; partecipano infatti alle registrazioni l'etiope Mulatu Astatke, la cantautrice e polistrumentista Beatrice Antolini, il Maestro Alessandro Alessandroni, Beatrice Martini, la poetessa Francesca Genti e i musicisti Sergio Carnevale e Alessandro Maiorino, con questi ultimi due che continueranno a collaborare coi Baustelle nelle successive produzioni. Inoltre partecipano un'orchestra d'archi e una sezione di fiati.
Il 1º maggio partecipano al concerto del Primo Maggio a Roma. Nell'estate seguente si esibiscono, tra l'altro, all'Heineken Jammin' Festival, al Festival teatro canzone Giorgio Gaber e all'MTV Day.
Amen, che sarà certificato disco di platino, in novembre si aggiudica la Targa Tenco come "Miglior album dell'anno" avendo la meglio sugli altri finalisti: Jovanotti con Safari, Afterhours con I milanesi ammazzano il sabato, Roberto Vecchioni con Di rabbia e di stelle e Francesco De Gregori con Per brevità chiamato artista.
L'album quindi consacra i Baustelle come una delle band più apprezzate nel panorama musicale, grazie anche ai numerosissimi riferimenti cinematografici e letterari, oltre che musicali. Amen contiene i singoli Charlie fa surf, Colombo e Baudelaire (il cui videoclip è una specie di documentario sulla morte girato in Sicilia) e altri pezzi di livello come L'aeroplano e Il liberismo ha i giorni contati.

### La colonna sonora diGiulia non esce la sera
Nel gennaio 2009 hanno rappresentato l'Italia alla decima edizione del festival Eurosonic, svoltosi nei Paesi Bassi, a Groninga. La loro partecipazione è stata curata da Rai Radio 1.
Nell'aprile dello stesso anno pubblicano Giulia non esce la sera, colonna sonora del film omonimo di Giuseppe Piccioni, uscito nelle sale poche settimane prima. L'album contiene un inedito duetto con l'attrice, protagonista del film, Valeria Golino dal titolo Piangi Roma, che viene pubblicato anche come singolo. Il pezzo con la Golino vince il Nastro d'argento alla migliore canzone originale.
Nello stesso periodo (aprile 2009) partecipano al progetto musicale "Artisti Uniti per l'Abruzzo", per raccogliere fondi per il conservatorio e il teatro dell'Aquila, con il pezzo Domani 21/04.2009.

### I mistici dell'occidentee ilCofanetto illustrato della giovinezza
Il 26 marzo 2010 esce un nuovo album di inediti, a due anni di distanza dal precedente Amen, dal titolo I mistici dell'Occidente. L'album è prodotto dall'irlandese Pat McCarthy, già noto produttore di Madonna, U2 e R.E.M., e da Francesco Bianconi.
L'11 marzo 2010 esce il primo singolo estratto dal nuovo album, Gli spietati. Seguirà il 21 maggio la pubblicazione del secondo singolo, Le rane. Spiccano all'interno dell'album anche i pezzi La canzone della rivoluzione e Il sottoscritto.
L'album, certificato disco d'oro dopo due mesi di permanenza in classifica, è secondo classificato tra i finalisti della Targa Tenco 2010 nella categoria "Album dell'anno".
Segue un mini tour di 4 date a Torino (headliner del concerto del 25 aprile in Piazza Castello), Milano, Firenze e Roma chiamato "Baustelle e l'orchestra dei mistici dell'occidente", che vede i Baustelle sul palco con la band che li seguirà poi nel tour estivo, lo GnuQuartet, 4 fiati e un coro di 4 voci, per un totale di 21 elementi sul palco.
Il 1º maggio 2010 partecipano al Concerto del Primo Maggio in piazza San Giovanni a Roma.
Nel corso del tour estivo in tutta Italia si ha l'uscita dei videoclip de Gli spietati (diretto da Daniele Persica) e de Le rane (regia di Lorenzo Vignolo). Il primo, che ha visto la partecipazione di numerosi attori italiani tra i quali Carolina Crescentini, Vinicio Marchioni e Valentina Lodovini, ottiene il "Premio Clip Music 2010 - categoria senior", un progetto speciale del Ravello Festival.
Nel novembre 2010 esce la ristampa rimasterizzata del primo album Sussidiario illustrato della giovinezza (datato 2000), per festeggiare i dieci anni dalla pubblicazione dell'album d'esordio, la cui prima edizione nel frattempo aveva raggiunto prezzi esorbitanti nel mercato dei collezionisti.
Nello stesso periodo è partito nei club "Il tour del sussidiario 2010", una serie di concerti incentrati sul vecchio repertorio, ed è stato pubblicato il Cofanetto illustrato della giovinezza, un box in tiratura limitata acquistabile sul sito della band e contenente, tra l'altro, i brani La canzone del parco e Gomma (di cui è stato prodotto anche il videoclip) reincisi con un diverso arrangiamento.
Dal 19 gennaio 2011 è disponibile il libro-storia sul gruppo musicale intitolato I Baustelle mistici dell'Occidente: libro di 208 pagine a cura di Paolo Jachia e Davide Pilla per la casa editrice Àncora. Il libro conta sette capitoli: Sussidiario illustrato della giovinezza, La moda del lento, La Malavita, Amen, I mistici dell'Occidente, La "strategia artistica" dei Baustelle e Dal male di vivere alle domande sul silenzio di Dio. L'opera contiene due allegati: Intervista immaginaria ai Baustelle, antologia dalle interviste 2000-2010; e Le altre donne dei Baustelle che tratta delle collaborazioni con le donne della musica quali Irene Grandi, Noemi, Anna Oxa, Syria, Paola Turci e Valeria Golino.

### Fantasma
A maggio 2012 cominciano le registrazioni del sesto album in studio, che avvengono in parte in Polonia e in parte nella Fortezza Medicea del borgo di Montepulciano, luogo d'origine della band (alcune registrazioni eseguite anche con l'organo a canne della Chiesa del Sacro Cuore di Gesù di Montepulciano Stazione). Il lavoro, il primo in cui lo stesso gruppo assume il ruolo relativo alla direzione artistica, si avvale, inoltre, del contributo di un'orchestra sinfonica di 60 elementi, la Film Harmony Orchestra di Breslavia (Polonia) e della collaborazione tecnica e artistica di Enrico Gabrielli. La data di pubblicazione dell'album, inizialmente fissata in maniera indicativa per gennaio 2013, viene ufficializzata il 13 novembre 2012. Dopo la pubblicazione di alcuni teaser trailer, vengono infatti comunicati il titolo e la data di pubblicazione del nuovo album. Il sesto disco in studio si intitola Fantasma e viene pubblicato il 29 gennaio 2013, sempre da Warner Atlantic.
Lo stesso 13 novembre 2012 viene pubblicata la compilation Per Gaber... io ci sono (distribuita da Sony Music), tributo a Giorgio Gaber a cui partecipano anche i Baustelle con il brano Latte 70.
Il 28 dicembre 2012 viene pubblicato il primo singolo estratto da Fantasma. Si tratta di La morte (non esiste più), il cui videoclip, realizzato da Cosimo Alemà, viene diffuso l'8 gennaio 2013.
Tra il 21 gennaio e il 1º febbraio 2013 Radio 2 trasmette un format di 10 puntate dal titolo Storie di fantasmi, a cui partecipano i Baustelle insieme con Andrea Gentile, Alcide Pierantozzi, Giuseppe Genna, Antonio Riccardi, Massimiliano Viel, Enrico Gabrielli e Sebastiano De Gennaro.
Nel frattempo Fantasma entra direttamente alla seconda posizione nella classifica FIMI degli album più venduti.
Tra il 18 e il 25 febbraio 2013 i Baustelle hanno presentato in anteprima le nuove canzoni attraverso cinque concerti in altrettanti grandi teatri italiani, accompagnati dall'orchestra sinfonica Ensemble Simphony Orchestra diretta dal maestro Enrico Gabrielli. Precisamente si sono esibiti a Cosenza, Bari, Roma, Firenze e Milano. Dal marzo 2013 intraprendono un tour teatrale in Italia.
Il 5 giugno 2013 è stato diffuso in anteprima sul sito de La Repubblica il video del brano Nessuno, diretto da Gianluca Moro e Daniele Natali. Dall'8 giugno seguente la band riprende il tour, portando il proprio repertorio in antiche piazze e altri luoghi suggestivi. Il 12 luglio seguente viene pubblicato come terzo singolo tratto da Fantasma il brano Monumentale, accompagnato da un videoclip diretto da Paoloreste Gelfo e diffuso tre giorni dopo.
Il 24 luglio viene pubblicato il secondo libro sui Baustelle, intitolato I Baustelle e la canzone (Atmosphere Libri) e scritto dal critico musicale Andrea Bernardini.
Il 27 luglio il loro concerto all'Auditorium Parco della Musica di Roma viene trasmesso in diretta streaming sul sito di Telecom Italia nell'ambito dell'iniziativa Luglio suona Web.
Nel settembre 2013 l'album Fantasma viene inserito nella rosa dei cinque finalisti della Targa Tenco nella categoria "album dell'anno". I Baustelle giungono secondi dietro a Niccolò Fabi con Ecco.
Due brani in versione strumentale tratti da Fantasma, ossia Radioattività e Il futuro, vengono scelti per la colonna sonora del film I corpi estranei di Mirko Locatelli (Il futuro è presente anche nel trailer ufficiale del film), in concorso al Festival internazionale del film di Roma 2013. Inoltre lo stesso regista Locatelli dirige anche un videoclip de Il futuro, che verrà pubblicato all'inizio del 2014. Dal 17 novembre 2013 i Baustelle intraprendono un tour acustico chiamato Minimal Fantasma Tour in cui presentano anche alcune cover: Signora ricca di una certa età (versione italiana del brano A Lady of a Certain Age dei The Divine Comedy), Il mio autunno (adattamento di My Autumn's Done Come di Lee Hazlewood), Col tempo sai di Léo Ferré e Stranizza d'amuri di Franco Battiato.
Il 3 dicembre 2013 l'album La moda del lento (2003) viene reso nuovamente disponibile nel suo formato originale in digipak e in una versione in vinile a tiratura limitata.
Nei primi mesi del 2014 Rachele partecipa alla ristampa dell'album Hai paura del buio? degli Afterhours, contribuendo al rifacimento del brano Mi trovo nuovo.
In contemporanea con l'uscita nelle sale cinematografiche del film I corpi estranei di Mirko Locatelli, il 2 aprile 2014 viene diffuso il videoclip del brano Il futuro, diretto dallo stesso regista e interpretato da Filippo Timi.
Nel settembre 2014 esce l'album Il tramonto dell'Occidente del cantautore Mario Venuti, al quale collabora Francesco Bianconi nei ruoli di produttore, esecutore, interprete e autore. Nel dicembre 2014 Rachele Bastreghi pubblica il singolo Mon petit ami du passé, primo estratto dall'EP realizzato da solista Marie, che viene pubblicato nel gennaio 2015.

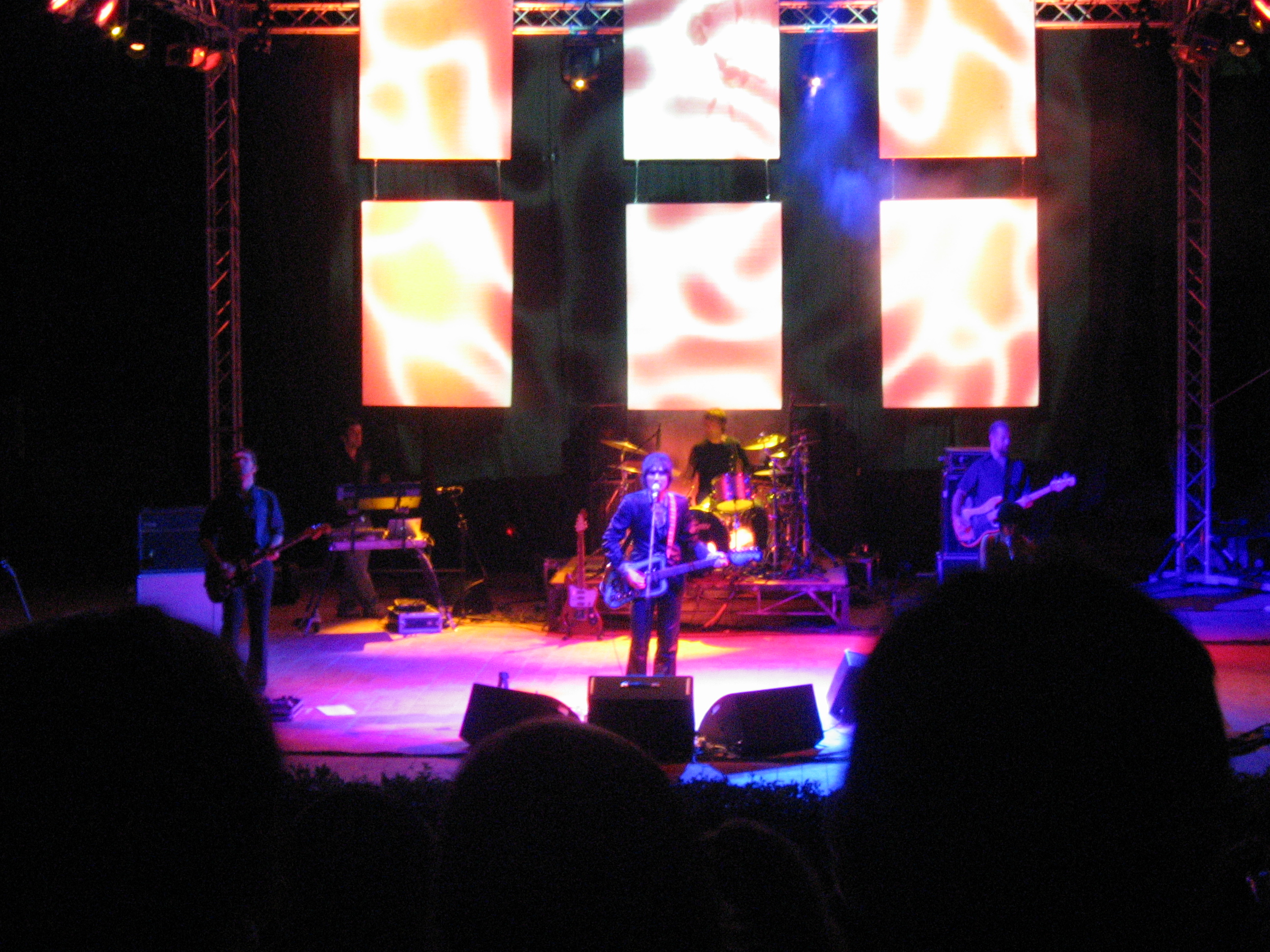
Il gruppo in concerto nel parco di Villalago a Terni il 18 luglio 2006

### Roma Live!
Nell'ottobre 2015 il gruppo comunica la pubblicazione del suo primo album dal vivo. Si tratta di Roma Live!, disco che esce il 13 novembre seguente. L'album è stato registrato durante tre tappe tenutesi a Roma nel corso del tour di Fantasma e presenta due cover: la versione italiana di A Lady of a Certain Age dei The Divine Comedy e Col tempo di Léo Ferré.

### L'amore e la violenza
Ad ottobre 2016 pubblicano a sorpresa in free download sul loro sito ufficiale Lili Marleen, brano inedito che tuttavia, per esplicita dichiarazione della band, non sarà ricompreso nel loro nuovo album di inediti.
Il 28 novembre 2016 annunciano la pubblicazione del loro nuovo album di inediti L'amore e la violenza, uscito il 13 gennaio 2017 per Warner Music Italy e composto da 12 brani. Contestualmente annunciano il tour dei teatri che seguirà alla pubblicazione del disco. Il 30 dicembre viene reso disponibile il singolo di lancio del nuovo album, ossia Amanda Lear.
Nel gennaio 2017 il disco L'amore e la violenza debutta alla seconda posizione nella classifica FIMI Album e al primo in quella relativa ai vinili.
Il 26 febbraio 2017 il gruppo intraprende, con una "data zero" a Foligno il tour promozionale teatrale del disco, che ha invece nella data del 4 marzo seguente a Varese il suo avvio ufficiale.
Il 24 marzo 2017 viene pubblicato il videoclip del breve intro strumentale Love, diretto da Tommaso Ottomano. Il 31 marzo 2017 il gruppo rende disponibile in formato digitale Eyes Without a Face, cover del brano di Billy Idol del 1983 realizzato per uno spot di Gucci Eyewear.
Il 13 aprile 2017 esce il secondo singolo ufficiale estratto da L'amore e la violenza, ossia Il Vangelo di Giovanni, il cui video è stato diffuso alla fine dello stesso mese. Gli fa seguito il brano autoriale Betty, uscito il 9 giugno. Il video di questo brano è uscito il 13 luglio.
Il 26 maggio il gruppo partecipa al MI AMI Festival a Milano. Dal 16 giugno seguente a Ravenna intraprende il tour L'estate, l'amore e la violenza, che tocca diverse zone d'Italia non raggiunte da tour teatrale.
Dopo la fine del tour, nel mese di novembre viene pubblicata la biografia autorizzata L'amore e la violenza. Una storia dei Baustelle, a cura di Federico Guglielmi per Giunti Editore. Nel frattempo L'amore e la violenza viene certificato disco d'oro dalla FIMI.

### L'amore e la violenza - Vol. 2

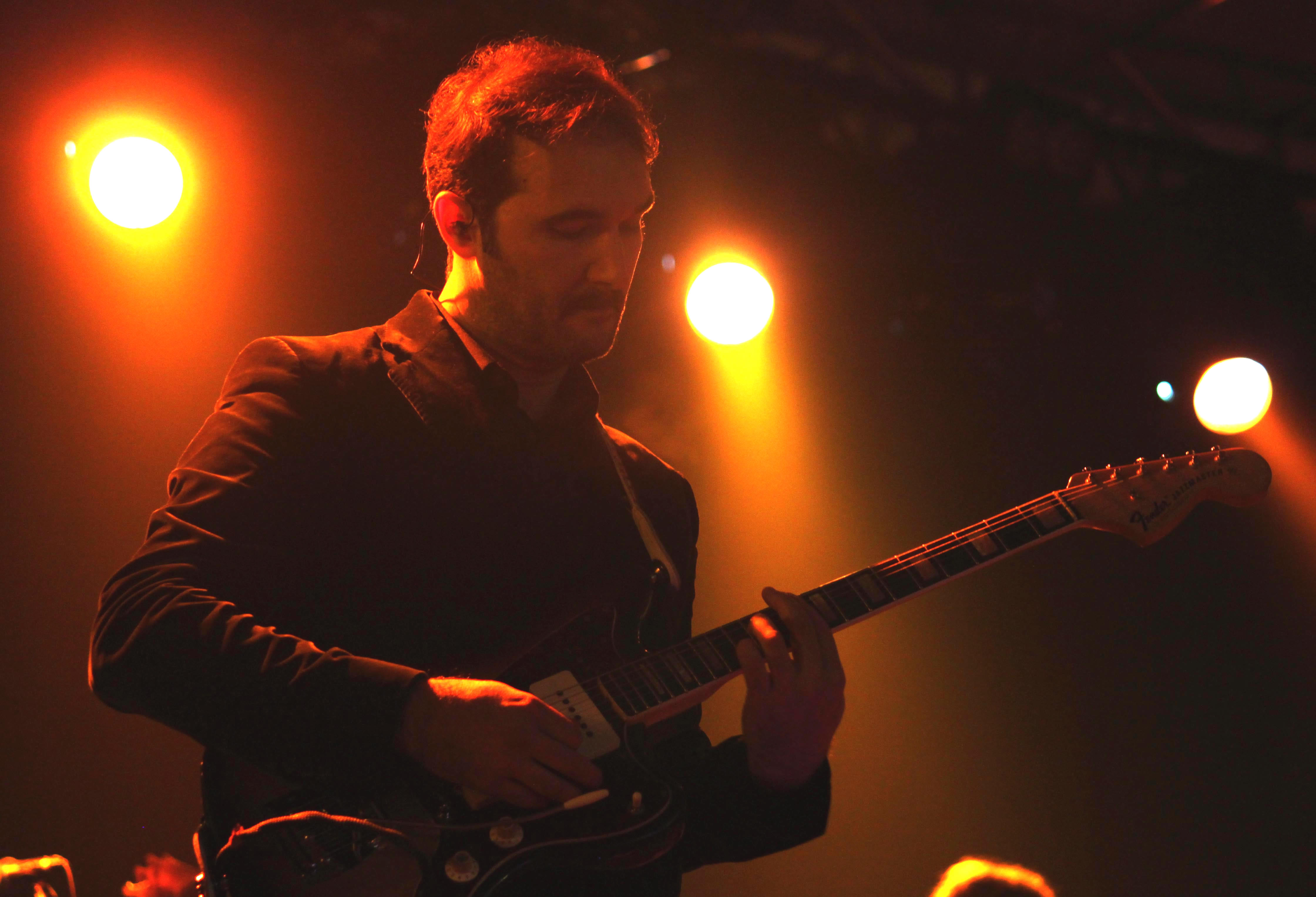
Claudio Brasini.

Il 25 gennaio 2018 il gruppo annuncia, tramite un breve video dallo stile dei film horror anni '70, l'uscita di un nuovo album dal titolo, quale successore dell'ultimo lavoro, L'amore e la violenza - Vol. 2. L'album è stato anticipato dal singolo Veronica, n.2, brano già eseguito in alcuni live alla conclusione dei concerti del precedente tour e di cui è stato anche pubblicato un videoclip. Il secondo singolo è stato Jesse James e Billy Kid.
L'ottavo album del trio, L'amore e la violenza - Vol. 2 è uscito il 23 marzo 2018. L'album, prodotto artisticamente da Bianconi e mixato da Pino "Pinaxa" Pischetola, composto da dodici brani definiti da Bianconi "dodici nuovi pezzi facili", ha esordito alla quarta posizione nella classifica Fimi.
Nell'aprile 2018 la band di Montepulciano ha intrapreso un tour in supporto all'album toccando varie località italiane e conclusosi in estate. Dopo il concerto a Torino del 29 settembre 2018, svoltosi in occasione del decimo anniversario dell'album Amen, il gruppo dichiara di voler prendere una pausa dalla scena musicale: «È stato per noi il modo migliore per chiudere due anni meravigliosi di Amore e di Violenza. Adesso un po' di pace. A presto». In seguito la band ha preso una lunga pausa, in cui Bianconi e Bastreghi si sono dedicati ad alcuni progetti come solisti (tra cui i dischi Forever e Psychodonna) con l'eccezione dell'interpretazione dal vivo de I treni di Tozeur contenuta poi nel disco Invito al viaggio. Concerto per Franco Battiato (2021).

### Ritorno sulle scene (Elvise un nuovo EP con I Cani)
Dopo quattro anni, la band torna sulle scene alla fine del 2022 partecipando come ospite alla puntata semifinale di X Factor 2022 a cui segue un nuovo tour.
Il nuovo singolo, Contro il mondo esce, accompagnato da un videoclip, il 5 gennaio 2023. Si tratta del primo estratto dal nuovo album in studio Elvis , che viene pubblicato il 14 aprile 2023. Dall'album vengono estratti in seguito, come singoli, anche Milano è la metafora dell'amore (di cui viene pubblicato un videoclip) e La nostra vita.
A febbraio i Baustelle hanno partecipato come ospiti al Festival di Sanremo 2023, nella serata dedicata alle cover e ai duetti insieme ai Coma Cose, con il brano Sarà perché ti amo in una versione arrangiata dai Mamakass. Nella medesima serata il brano Charlie fa surf è eseguito dal concorrente Sethu insieme ai Bnkr44; inoltre, nella stessa gara canora, Bianconi è stato coautore con Kaballà e Fio Zanotti del brano Sali (canto dell'anima) presentato da Anna Oxa.
Il gruppo partecipa poi al singolo di Tommaso Paradiso Amore indiano, pubblicato il 28 maggio.
Il 6 dicembre dello stesso anno esce, a sorpresa, l'EP I Cani Baustelle, uno split album tra la band di Montepulciano e I Cani di Niccolò Contessa. Inizialmente solo in formato dodici pollici, il disco viene reso disponibile anche sulla piattaforma Bandcamp nel corso della stessa giornata.

### El Galactico
Nel 2025 è annunciata l'uscita del nuovo disco El Galactico per il 4 aprile, decimo album in studio, preceduto dai singoli Spogliami, Una storia e L'arte di lasciare andare.

## Stile
Il frontman della band, Francesco Bianconi, è appassionato dei grandi compositori pop e folk degli anni sessanta, come Burt Bacharach, Phil Spector, Serge Gainsbourg, George Brassens e Jacques Brel, e dei cantautori italiani Fabrizio De André, Piero Ciampi e Franco Battiato.
I testi, solitamente opera di Bianconi, talvolta in collaborazione con Rachele Bastreghi, presentano un ampio uso del citazionismo, colto o popolare (spaziando ad esempio da Schopenhauer a Dostoevskij, fino a Poe, Leopardi, Prévert, Baudelaire e Houellebecq), alla maniera del cantautore siciliano, e raccontano, come nelle opere soliste dello stesso frontman, temi che spaziano dal senso della vita alla critica sociale del consumismo, passando per il sesso, la ricerca di una spiritualità alternativa, il suicidio, la depressione, i problemi della gioventù, la morte, la diversità, la solitudine, il male esistenziale ma anche l'emarginazione e la nostalgia per l'adolescenza, l'amore, la violenza e il tempo che passa. Diversi brani hanno spunti autobiografici, letterari o filosofici, e una riflessione spesso di taglio nichilista, ironico, esistenzialista e pessimista, a volte distaccato, a volte romantico sulla vita, definita da essi come "tragica,  bellissima e inutile".
Numerosi testi hanno per protagoniste figure femminili, inizialmente adolescenti problematiche poi donne, con il passaggio della band da tematiche più giovaniliste ad adulte (non a caso col tempo la voce di Bastreghi è molto più presente, anche per interi brani, con Bianconi ad accompagnare nei cori, invertendo il precedente modulo narrativo), che sono sia persone a cui è dedicato il brano, che, spesso, lo specchio metaforico dei sentimenti dello stesso autore o della sua generazione. I protagonisti delle canzoni sono immersi in un'atmosfera sia realistica e cruda che da favola gotica e malinconico-nostalgica, in contrasto col presente. Riguardo all'attenzione per la figura, spesso tragica, delle ragazze e delle donne nelle canzoni dei Baustelle, Bianconi (che ha scritto anche numerose canzoni per interpreti femminili come Irene Grandi o Paola Turci, Anna Oxa, Chiara Galiazzo e Noemi) ha dichiarato, intervistato: 
Dopo l'esordio, avvenuto con la pubblicazione dell'album Sussidiario illustrato della giovinezza (2000), la band riceve numerosi consensi positivi dalla critica, che ne elogia l'ecletticità di stili. Nei brani che compongono il "Sussidiario" si fondono sonorità diverse, quali quelle dell'elettronica, della musica d'autore sia italiana che francese, della new wave, del synth pop, dell'indie rock, del new romantic e della bossa nova. Già in questo lavoro, comunque, si intravedono gli stili che faranno da colonne portanti nella successiva produzione, ossia quelli riconducibili alle colonne sonore dei film western e poliziotteschi degli anni settanta. Il talento compositivo di Bianconi si propone in un pop molto particolare, capace di essere sia romantico e coinvolgente, che graffiante e aggressivo. I temi frizzanti e ricchi di originalità si affiancano all'intensità e la liricità, espressi attraverso i testi visionari e ricchi di citazioni letterarie e cinematografiche, le voci impostate e i duetti. Inoltre, il primo album è caratterizzato da un suono cosiddetto lo-fi, che è comunque insito nel circuito underground. La forma del concept album, seppur non dichiarata, sarà ripetuta anche in lavori successivi, ed esprime al meglio una singola tematica, sviluppata in un vero e proprio percorso, come ne La malavita e Fantasma.
Con La moda del lento (2003) la band modifica leggermente le sonorità, abbandonando in parte la spontaneità e avvicinandosi a uno stile più accattivante e raffinato, grazie all'utilizzo di meno chitarre elettriche e più moog e theremin, che caratterizzano le parti strumentali di parecchi brani dell'album, come Love affair e Beethoven o Chopin. Allo stesso tempo sono presenti melodie più dolci e leggere, come in Arriva lo ye ye o Reclame. L'obiettivo è quindi quello di slegare il connesso tra melodia e cantautorato.
Ne La malavita (2005), grazie ad un budget più alto fornito dalla nuova etichetta discografica, il gruppo si avvale per la prima volta di un'orchestra sinfonica e di moderne tecnologie di missaggio e filtraggio dei suoni. Il prezzo di questo passo è però rappresentato dall'abbandono di Fabrizio Massara, vero artefice dei suoni meno tradizionali dei primi due album.
Amen (2008) conferma questo salto verso un pop più elaborato e introspettivo, anche se sono sempre presenti i pezzi movimentati ed accattivanti. In questo album, comunque, il livello compositivo si fa notevolmente superiore, più sostanzioso ed eterogeneo. Si può affermare che Amen sia il disco della maturità: contiene tutto il repertorio dei Baustelle, dalla canzone sentimentale, a quelle ballabili e tipicamente indie; vi sono brani più complessi e non immediati, brani psichedelici e strumentali. Inoltre, i temi di carattere personale, in questo lavoro, lasciano spesso spazio a tematiche sociali trattate in maniera pungente e diretta. Il disco è stato infatti definito dallo stesso Bianconi, "un disco sulla civiltà occidentale moderna, una civiltà che ai miei occhi fa schifo".
Dopo aver realizzato la colonna sonora Giulia non esce la sera (2009), principalmente strumentale e fatta di brevi momenti per quartetti d'archi, sulla scia della moderna tendenza minimal-classicista, realizzano I mistici dell'Occidente (2010). Questo quinto album, che a differenza degli altri non ha un aspetto concettuale, viene indicato dalla critica come il meno riuscito dell'intera produzione, a causa della presunta assenza di mordente e della diversa orecchiabilità rispetto al passato. Lo stile si fa dunque più serio ma, al contempo, la tecnica e la fedeltà alla metrica sono, secondo la critica, migliori. Anche i temi abbandonano in parte la voglia di "educare" per arrivare direttamente "alla pancia".
In Fantasma (2013), concept album pop barocco incentrato sul tema della morte e del tempo, e registrato per intero con un'orchestra sinfonica di 60 elementi, la band si slancia in maniera più incisiva in quel percorso intrapreso con il precedente album, ricercando uno stile classicista più ambizioso. Si può considerare l'album organizzato come un film, quindi come una colonna sonora, che racchiude sonorità spettrali, densità ed esoterismo, il tutto attraverso un taglio profondamente sinfonico. In maniera molto più minimalista a livello strumentale, le tematiche e i suoni di Fantasma sono ritornati nel primo disco solista di Bianconi, Forever (2020) e in produzioni successive.
Dopo l'album dal vivo Roma Live! (2015), il gruppo pubblica nel 2017 L'amore e la violenza, un album definito da Francesco Bianconi "oscenamente pop" e "colorato" dal punto di vista sonoro, per la realizzazione del quale non è stata utilizzata la batteria, sostituita da campionamenti di tamburi e microsamples tratti da vinili pubblicati tra il 1975 ed il 1982. La volontà di utilizzare un timbro analogico viene ulteriormente accentuata dall'assenza di un'orchestra, presente invece in Fantasma, al posto della quale il gruppo ha preferito utilizzare sintetizzatori, minimoog, un mellotron (che spesso caratterizza le esibizioni della band) e un organo Vox Continental, affiancati da strumenti più tradizionali quali pianoforte, chitarre elettriche e marimba. In L'amore e la violenza - Vol. 2 (2018) il gruppo continua il percorso tracciato col precedente disco, di cui costituisce la continuazione, cioè si affida a strumentazioni elettroniche tipiche degli anni '70 e '80, compresi gli amplificatori; tuttavia si fa più massiccio rispetto al "Vol. 1", l'utilizzo di chitarre elettriche e il contesto musicale del disco si fa più vicino al rock anche psichedelico in alcune tracce.
Elvis è invece caratterizzato da suoni meno pop e con poca elettronica rispetto ai due precedenti, e più rock anni '70. A livello di strumentazione, tornano predominanti le chitarre elettriche, il basso e la batteria acustica, mescolati all'uso di strumenti a fiato, organo Hammond e piano elettrico; per la prima volta il trio si avvicina a generi che spaziano dal glam rock al gospel, dalla black music alle ballad di stampo più soul. Nel successivo El Galactico, il sound si evolve ulteriormente con forti rimandi agli anni '60, specificamente verso la musica prodotta in California dal 1965 al 1967, e prevalgono arpeggi di chitarre (anche a 12 corde) e armonie vocali .

## Formazione

### Formazione attuale
- Francesco Bianconi – voce, chitarra, tastiere
- Rachele Bastreghi – voce, tastiere, percussioni
- Claudio Brasini – chitarra

### Turnisti
- Lorenzo Fornabaio – chitarra (2023-presente)
- Milo Scaglioni – basso (2023-presente)
- Alberto Bazzoli – tastiere (2023-presente)
- Giulia Formica (Julie Ant) – batteria, percussioni, cori (2023-presente)

### Ex componenti
- Fabrizio Massara – tastiere, programmazioni (1996-2005)
- Claudio Chiari – batteria (2002- Ott. 2006)
- Stefano Vivaldi – basso (2002-2004)
- Michele Angiolini – batteria (1996-2002)
- Mirko Cappelli – basso (1996-2002)

### Ex turnisti
- Enrico Amendolia - basso (2004-2006)
- Samuele Bucelli Martinozzi – batteria (2003-2004)
- Nicola Manzan – chitarre, violino (2008)
- Sergio Carnevale – batteria (2008)
- Alessandro Maiorino – basso (2008-2018)
- Ettore Bianconi – tastiere, elettronica (2005-2018)
- Paolo Inserra – batteria (2010-2014)
- Roberto Romano – sassofono, flauto traverso (2013-2014)
- Paolo Raineri – tromba (2013-2014)
- Diego Palazzo – chitarre, tastiere (2013-2018)
- Sebastiano De Gennaro – percussioni, batteria, marimba, vibrafono, timpani (2013-2018)
- Andrea Faccioli – chitarre (2017-2018)

## Discografia
- 2000 – Sussidiario illustrato della giovinezza
- 2003 – La moda del lento
- 2005 – La malavita
- 2008 – Amen
- 2010 – I mistici dell'Occidente
- 2013 – Fantasma
- 2017 – L'amore e la violenza
- 2018 – L'amore e la violenza - Vol. 2
- 2023 – Elvis
- 2025 – El Galactico

## Videografia
| Titolo                          | Anno | Autore                                            |
| ------------------------------- | ---- | ------------------------------------------------- |
| Le vacanze dell'83              | 2001 | regia di Domenico Liggeri                         |
| Love affair                     | 2003 | regia di Lorenzo Vignolo                          |
| Arriva lo ye-ye                 | 2004 | regia di Lorenzo Vignolo                          |
| La guerra è finita              | 2005 | regia di Lorenzo Vignolo                          |
| Un romantico a Milano           | 2006 | regia di Lorenzo Vignolo                          |
| Charlie fa surf                 | 2008 | regia di Stefano Poletti e Mauro Pittarello       |
| Colombo                         | 2008 | regia di Stefano Poletti                          |
| Baudelaire                      | 2008 | regia di Mr.Maciunas e Massimiliano Bartolini     |
| Piangi Roma                     | 2009 | regia di Fabio Paleari                            |
| Gli spietati                    | 2010 | regia di Daniele Persica                          |
| Le rane                         | 2010 | regia di Lorenzo Vignolo                          |
| Gomma (versione 2010)           | 2010 | regia di Dandaddy                                 |
| La morte (non esiste più)       | 2013 | regia di Cosimo Alemà                             |
| Nessuno                         | 2013 | regia di Gianluca Moro e Daniele Natali           |
| Monumentale                     | 2013 | regia di Paoloreste Gelfo                         |
| Il futuro                       | 2014 | regia di Mirko Locatelli                          |
| Lili Marleen                    | 2016 | montaggio AV                                      |
| Amanda Lear                     | 2017 | regia di TO GUYS                                  |
| Love                            | 2017 | regia di Tommaso Ottomano                         |
| Il Vangelo di Giovanni          | 2017 | regia di Tommaso Ottomano                         |
| Betty                           | 2017 | regia di Fabio Capalbo e Francesco Bianconi       |
| Veronica, n.2                   | 2018 | regia di Zavvo Nicolosi                           |
| Jesse James e Billy Kid         | 2018 | regia di Jacopo Farina                            |
| Contro il mondo                 | 2023 | regia di Marco Cella                              |
| Milano è la metafora dell'amore | 2023 | regia di Pierfrancesco Cari                       |
| Amore indiano                   | 2023 | regia di YouNuts!                                 |
| Spogliami                       | 2025 | direzione di Gian Luca Fracassi                   |
| Una storia                      | 2025 | regia di Pier Francesco Cari e Gian Luca Fracassi |
| L'arte di lasciar andare        | 2025 | regia di Pier Francesco Cari e Gian Luca Fracassi |

## Libri
- I musicisti arrivano già stanchi negli hotel. Fotodiario intimo di Baustelle in movimento, La nave di Teseo, 2019.

## Riconoscimenti
- 2000 - Premio della Critica Musica & Dischi come "Migliore opera prima" per Sussidiario illustrato della giovinezza.
- 2000 - Premio "Fuori dal Mucchio" (patrocinato dalla rivista Il Mucchio Selvaggio) come "Miglior debutto indipendente" per Sussidiario illustrato della giovinezza.
- 2003 - 1ª edizione del "Premio Italiano per la Musica Indipendente" (patrocinato dal Meeting delle Etichette Indipendenti) come "Miglior gruppo/solista".
- 2005 - Disco d'oro FIMI per La malavita
- 2008 - "Targa Tenco" per Amen come "Miglior album dell'anno".
- 2008 - Disco di platino FIMI per Amen.
- 2008 - Premio "Borsa Indies" di Musica & Dischi per Amen.
- 2009 - Premio "Nastro d'argento alla migliore canzone originale" 2009 per Piangi Roma.
- 2009 - Candidatura David di Donatello 2009 miglior colonna sonora (Giulia non esce la sera) e miglior canzone originale (Piangi Roma)
- 2010 - Premio "Clip Music 2010 - categoria senior" (nell'ambito del Ravello Festival) per Gli spietati.
- 2010 - Disco d'oro per I mistici dell'Occidente.
- 2013 - Premio Lunezia - categoria Premio della Critica per il valore Musical-Letterario dell'album Fantasma.
- 2013 - Disco d'oro per Fantasma
- 2017 - Disco d'oro per L'amore e la violenza